# Jana Švecová

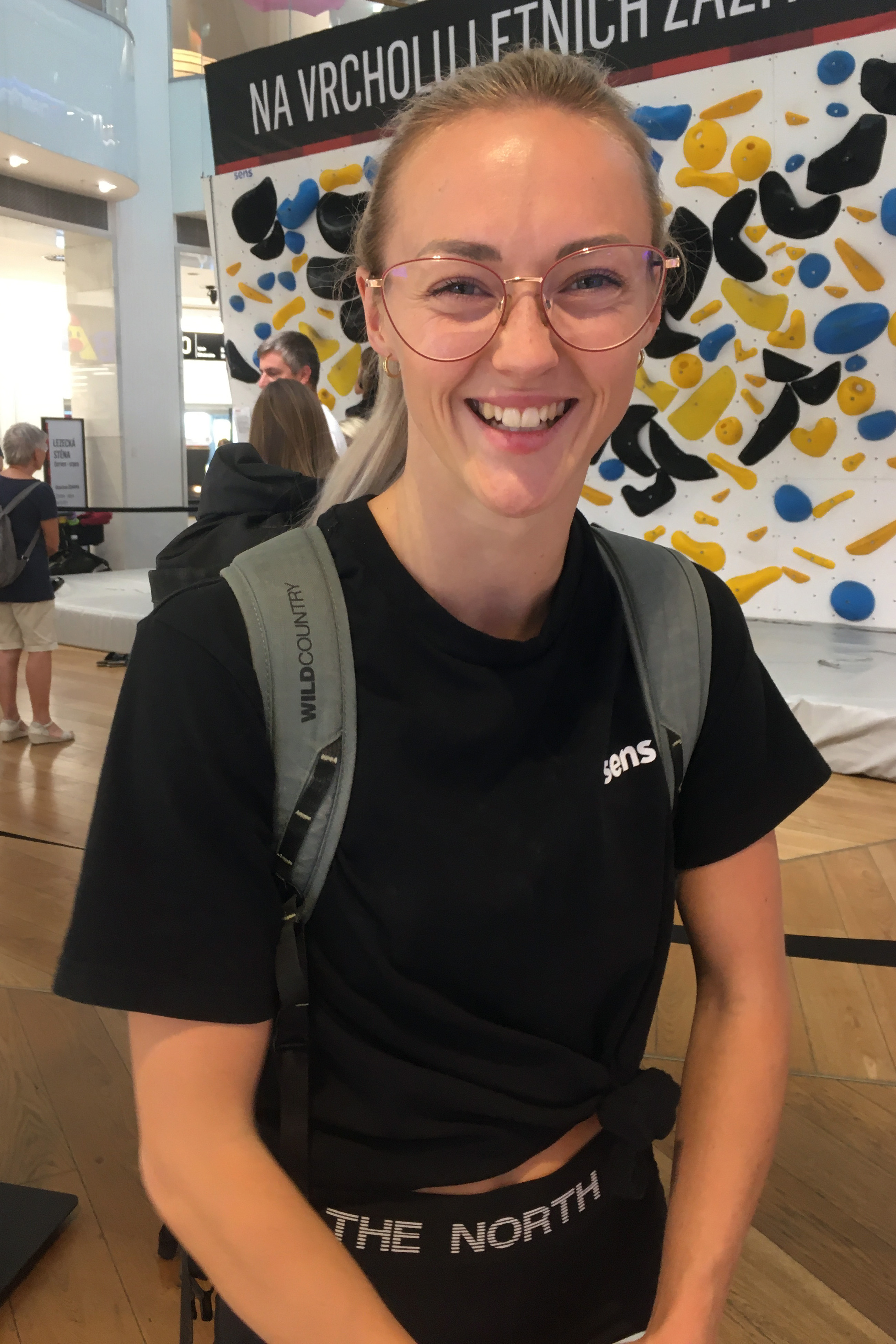
Jana Švecová im Jahr 2024

Jana Švecová (* 26. Juli 1997) ist eine tschechische Sportkletterin, die besonders für das Bouldern in hohen Schwierigkeitsgraden bekannt ist.

## Karriere
Im April 2022 beging Jana Švecová den Boulder Prehistorik in Labské Údolí in Tschechien (8B/+). Nur ein paar Monate später eröffnete sie mit Margo ihren ersten 8B-Boulder. Im November desselben Jahres wiederholte sie den Boulder Roof der Wildnis (8B+).
Bei einer Reise in die Vereinigten Arabischen Emirate gelangen ihr im Februar 2023 zwei weitere Erstbegehungen: Appointment of the king (8A+) und dessen Verlängerung, Lion King (8B).
Im Juni 2023 gelang ihr die Erstbegehung des Boulders Nova in Moravský kras, den sie mit dem Grad 8B+ (V14) bewertete. Im November 2023 wiederholte Will Bosi den Boulder und schlug den Grad 8C vor. Damit ist Jana Švecová eine der wenigen Frauen, denen ein Boulder dieses Schwierigkeitsgrades gelang, und erst die Zweite nach Isabelle Faus, die einen solchen eröffnete. Nova besteht aus einem Sitzstart und einem Teil des Boulders Terranova (8C+), den Adam Ondra 2013 erstbegangen hatte. Jana Švecová gelang es in nur zwei Sessions, alle Züge dieses Boulders zu klettern, obwohl sie diese durch ihre viel kleinere Körpergröße ganz anders klettern musste als Ondra. Ihr Ziel ist es denn auch, die erste Frau zu werden, der ein Boulder des Grades 8C+ (V16) gelingt.

## Erfolge (Auswahl)

### 8C (V15)
- Nova – Moravský kras, Tschechien – Juni 2023 – Erstbegehung; Jana Švecová bewertete den Boulder mit 8B+, der erste Wiederholer, Will Bosi, schlug im November 2023 den Grad 8C vor.[10]

### 8B+ (V14)
- Supertussi Low – Brione, Schweiz – November 2024 – Erstbegehung[11]
- Roof der Wildnis – Niederösterreich, Österreich – November 2022 – Drittbegehung nach Thomas Schifer (2005) und Lukas Mayerhofer (2020)[12][4]

### 8B/+ (V13/14)
- Graceland – Allgäu, Deutschland – November 2024[11]
- Prehistorik – Labské Údolí, Tschechien – April 2022 – Zweitbegehung nach Martin Stráník (2021)[13][2]

### 8B (V13)
- Sviní Mor – Moravský kras, Tschechien – August 2023 – Drittbegehung nach Adam Ondra (2013) und Will Bosi (2022)[14]
- Lion King – Al Taiwan, Vereinigte Arabische Emirate – Februar 2023 – Erstbegehung; Erweiterung von Appointment of the king um zwei schwierige Züge[15]
- Margo – Moravský kras, Tschechien – August 2022 – Erstbegehung[3]

### 8A+ (V12)
- Appointment of the king – Al Taiwan, Vereinigte Arabische Emirate – Februar 2023 – Erstbegehung[5]